# Biblioteka Uniwersytecka w Wilnie

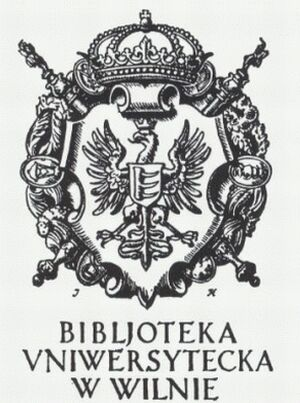
Ekslibris Biblioteki Uniwersyteckiej w Wilnie

Biblioteka Uniwersytecka w Wilnie – biblioteka akademicka w Wilnie, jedna z najstarszych bibliotek w Europie.

## Historia
Biblioteka została założona w 1570 roku przy kolegium jezuickim w Wilnie ze zbiorów króla Zygmunta Augusta oraz z darów szlachty litewskiej i biskupów m.in. Jurgisa Albinasa czy Waleriana Protasiewicza. W 1579, po powstaniu Akademii i Uniwersytetu Wileńskiego, przyjęła nazwę Biblioteki Akademii Wileńskiej. Pierwotnie księgozbiór miał charakter teologiczno-filozoficzny. W 1773 roku została przekazana Komisji Edukacji Narodowej i jej zbiory przybrały bardziej świecki charakter. W latach 1771–1781 była Biblioteką Akademii Wileńskiej a w kolejnych latach przybierała nazwy Biblioteki Szkoły Głównej Wielkiego Księstwa Litewskiego (1781-1796), Biblioteki Szkoły Głównej Wileńskiej (1796-1803) i Biblioteki Cesarskiego Uniwersytetu Wileńskiego (1803-1832). W tym ostatnim okresie zbiory biblioteczne znacznie rozrosły się; poszerzono dział nauk matematyczno-przyrodniczych. Dzięki profesorowi Gotfrydowi Ernestowi Groddeckiemu, pełniącego również funkcje prefekta biblioteki w latach 1803-1825, księgozbiór usystematyzowano: wprowadzono katalog alfabetyczny, regulaminy oraz ewidencje czytelników. W okresie tym na uniwersytecie dyplom pobierał Adam Mickiewicz.
Po powstaniu listopadowym biblioteka została zamknięta a na przestrzeni lat 1832-1842, jej zbiory liczące wówczas ok. 60 tysięcy woluminów, zostały rozdzielone między biblioteki rosyjskie. Reaktywacja biblioteki nastąpiła w 1867 roku; ze zbiorów Komisji Archeologicznej i pomniejszych zbiorów powstała Wileńska Biblioteka Publiczna. Do 1915 roku była biblioteką rosyjską. Po I wojnie światowej, od roku 1919 funkcjonowała jako Biblioteka Publiczna i Uniwersytecka.
W okresie międzywojennym biblioteka przeżywała swoje odrodzenie. Pieczę nad nią sprawowali: historyk literatury i bibliofil Stefan Henryk Rygiel (w latach 1924-1929) oraz bibliograf i bibliotekarz Adam Gracjan Łysakowski (w latach 1930-1939). Za ich kadencji biblioteka w bardzo intensywny sposób powiększała swoje zasoby; w 1939 roku liczyła 657 tysięcy woluminów. Wprowadzono katalog przedmiotowy, prowadziła prace naukowe i zorganizowała ośrodek dokumentacji lelewelowskiej.
W 1940 roku biblioteka została przejęta przez nowe władze litewskie, a w 1941 roku w jej księgozbiór wcielono zbiory humanistyczne biblioteki Uniwersytetu Kowieńskiego. W 1944 została przemianowana na Bibliotekę Naukową państwowego Uniwersytetu Wileńskiego Litewskiej SRR.

## Biblioteka po 1945 roku i jej zbiory

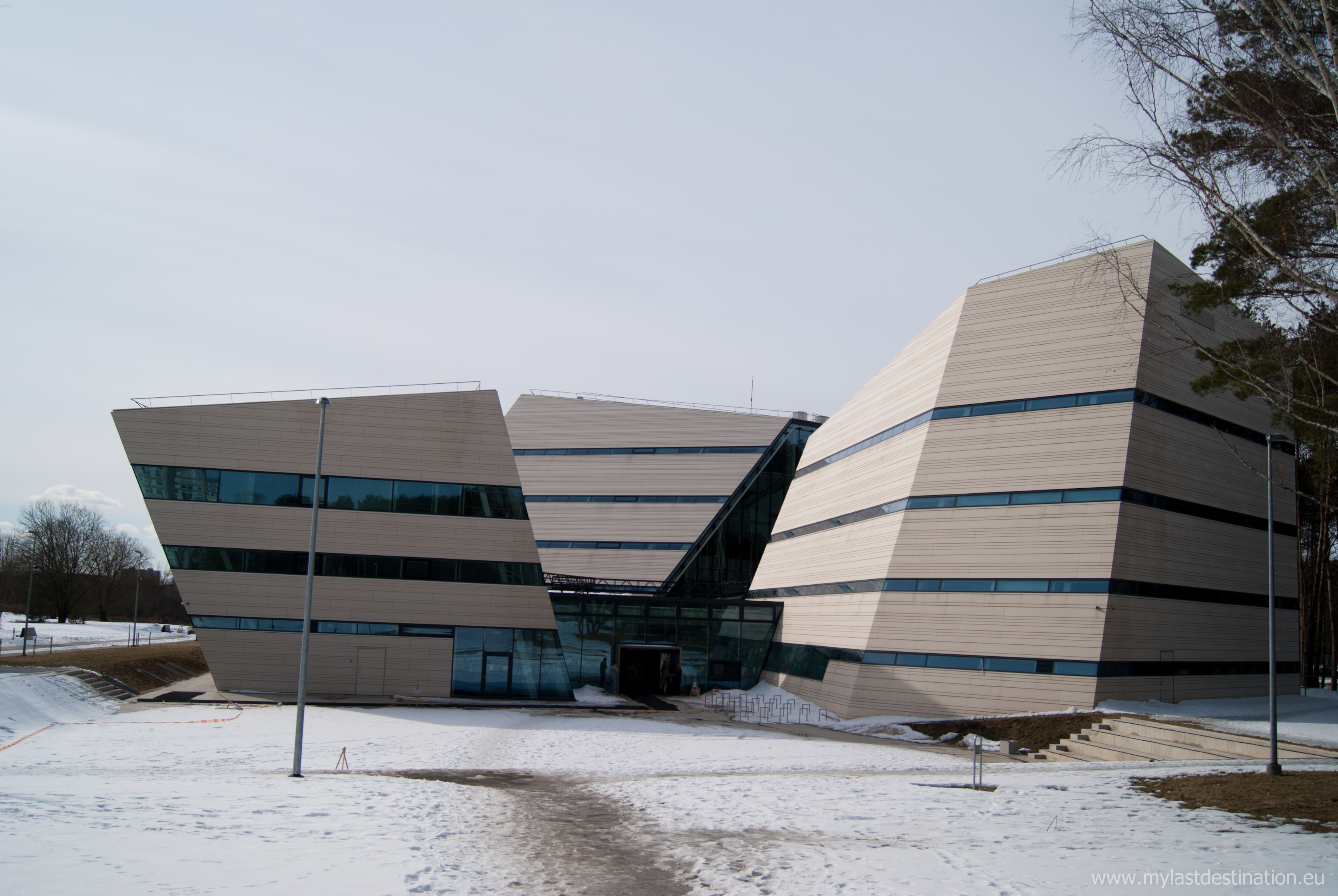
nowy Biblioteka Uniwersytecka w Wilnie

Zbiory biblioteczne po 1945 roku w szybkim tempie powiększały się. W 1962 roku liczyły sobie ok. 2 milionów woluminów; w 2014 już 5,3 milionów. W jej zbiorach znajduje się liczna grupa poloników głównie tzw. leleweliów – kolekcję kartograficzną profesora uniwersytetu Joachima Lelewela. Najcenniejsze jednak dzieła stanowią zabytki literatury litewskiej: najstarsza istniejąca na Litwie drukowana książka – inkunabuł Rabana Mauro z 1467 roku; jeden z dwóch istniejących egzemplarzy pierwszej książki litewskiej Martynasa Mažvydasa Katechizm, wydany w 1547 roku w Królewcu zawierający przykłady języka starolitewskiego czy jedenaście rękopisów nutowych utworów muzycznych litewskiego kompozytora Mikołaja Konstantego Cziurlionisa. Ponadto biblioteka posiada zbiory starodruków czy około 1000 starych atlasów.
Biblioteka jest aktywnym ośrodkiem naukowym, informacyjnym i kulturalnym Litwy. W latach 90 XX wieku bibliotekę skomputeryzowano i przeprowadzono digitalizację zabytkowych zbiorów.
6 lutego 2013 roku otwarto nowy budynek biblioteki, całodobowo czynne Centrum Komunikacji i Informacji Naukowej o powierzchni 2750 m².